# Gastrický balónek

Schéma umístění gastrického balónku

Gastrický balónek (též intragastrický nebo žaludeční balónek) je nafukovací lékařská pomůcka, která se dočasně umisťuje do žaludku jako prostředek pro snížení váhy. Doporučuje se lidem, kteří mají BMI vyšší než 30. Balónek má pomoci zajistit úbytek hmotnosti, když dieta a cvičení nepřinesly kýžený účinek a chirurgický zákrok pacient nechce nebo mu není doporučen.

## Lékařské použití
Intragastrické balónky jsou alternativou k bariatrické chirurgii, která není obecně nabízena pacientům s indexem tělesné hmotnosti nižším než 35. Žaludeční balónky jsou také určeny pro pacienty, kteří potřebují podporu při hubnutí, ale nechtějí absolvovat chirurgický zákrok.
Intragastrické balónky pomáhají navodit úbytek hmotnosti tím, že zvyšují pocit sytosti, oddalují vyprazdňování žaludku a snižují množství snězeného jídla. Snížený příjem potravy má za následek hubnutí.
Balonky jsou vyrobeny z lékařského silikonu a obvykle jsou naplněné vodou nebo fyziologickým roztokem v rozmezí 400 až 700 ml.

## Endoskopické balónky
Většina balonků vyžaduje k umístění nebo odstranění endoskopii. Obvykle je balonek umístěn na dobu až šesti měsíců, ačkoli některé mohou zůstat na místě až 12 měsíců. Je vyroben z lékařského silikonu, aby po celou dobu odolal trávicím tekutinám.
Poté je balonek odstraněn, opět pomocí endoskopie. Delší umístění se nedoporučuje kvůli nebezpečí poškození tkáňové stěny a degradace balonku.

## Neendoskopické balónky
Existují už také balónky, k jejichž umístění není endoskopie nutná.
Od roku 2015 je v Evropě schválen polykací žaludeční balónek. Pacient spolkne kapsli žaludečního balónku, která se v žaludku pomocí sondy naplní fyziologickým roztokem. Po 16 týdnech se žaludeční balónek automaticky rozpustí, tekutina z něj odteče a přirozeným způsobem vyjde z těla.

## Výsledky
Výsledky jsou ovlivněny tím, zda je pacient ochoten umístění balonku kombinovat se cvičením a zdravou stravou. Samotné zavedení bez dodržování dietního režimu a pravidelného cvičení není efektivní.

## Výhody a nevýhody
Zavedení balonku vede k průměrnému váhovému úbytku 17 kg za půl roku. Zároveň je však hlášeno vysoké procento váhových příbytků po odstranění balonku.
Metoda je vhodná jako příprava před bariatrickým zákrokem pro nejvíce obézní pacienty (BMI≥60), u kterých existuje vysoké operační riziko.
Mezi kontraindikace patří předchozí chirurgické výkony v horní polovině břicha, nespecifické střevní záněty a patologie žaludku.

## Náklady
V ČR není metoda hrazena z veřejného zdravotního pojištění, cena se pohybuje mezi 25-50 tisíci Kč.